# Лилково
Лилково (болг. Лилково) — село в Болгарии. Находится в Пловдивской области, входит в общину Родопи. Население составляет 52 человека.

## Политическая ситуация
Лилково подчиняется непосредственно общине и не имеет своего кмета.
Кмет (мэр) общины Родопи — Йордан Георгиев Шишков (Болгарская социалистическая партия (БСП)) по результатам выборов в правление общины.